# تیان شان
کوه تین شان (به چینی: 天山) (به انگلیسی: Tien-Shan) که با نام تنگری تاغ یا تنگیر-تو نیز شناخته می‌شود، به معنای «کوه‌های خدا/بهشت»، سیستم بزرگی از رشته‌کوه‌ها در آسیای مرکزی است. بلندترین قله آن در جنگش چاقوسو با ارتفاع ۷٬۴۳۹ متر (۲۴٬۴۰۶ فوت) قرار دارد. پایین‌ترین نقطه آن در چاله تورفان است که ۱۵۴ متر (۵۰۵ فوت) پایین‌تر از سطح دریای آزاد قرار دارد.
تیان‌شان در تنگری‌باوری مقدس است. دومین قله بلند آن به نام خان تنگری شناخته می‌شود که می‌توان آن را «خدای ارواح» ترجمه کرد. در کمیته میراث جهانی یونسکو سال ۲۰۱۳، بخش شرقی تیان‌شان در منطقه سین‌کیانگ چین غربی به عنوان میراث جهانی ثبت شد. بخش غربی آن در قزاقستان، قرقیزستان و ازبکستان نیز در سال ۲۰۱۶ به ثبت رسید.

## جغرافیا
رشته‌کوه تیان‌شان در شمال و غرب تکله‌مکان و مستقیماً در شمال حوضه تاریم قرار دارد. این رشته‌کوه مرزهای قزاقستان، قرقیزستان، ازبکستان و سین‌کیانگ در شمال غربی چین را پوشش می‌دهد. از سمت جنوب به پامیر متصل است و از شمال و شرق به رشته‌کوه آلتای در مغولستان می‌پیوندد.
رشته‌کوه تیان‌شان از تاشکند، ازبکستان، به سمت شرق حدود ۲٬۹۰۰ کیلومتر امتداد دارد. این رشته‌کوه بخشی از کمربند کوه‌زایی هیمالیا است که در نتیجه برخورد صفحه هند و صفحه اوراسیا در دوره نوزیستی به وجود آمده است. این رشته‌کوه شامل بوگدا شان در شرق است که هم در نقشه‌نگاری غربی و هم چینی به رسمیت شناخته می‌شود.
بلندترین قله تیان‌شان جنگش چاقوسو (که به عنوان قله پیروزی نیز شناخته می‌شود) است که بین قرقیزستان و چین مشترک است و با ارتفاع ۷٬۴۳۹ متر (۲۴٬۴۰۶ فوت)، جغرافیای قرقیزستان را تشکیل می‌دهد. دومین قله بلند تیان‌شان، خان تنگری (پادشاه بهشت)، در نقطه سه‌گانه قزاقستان-قرقیزستان-چین قرار دارد و با ارتفاع ۷٬۰۱۰ متر (۲۳٬۰۰۰ فوت)، جغرافیای قزاقستان را تشکیل می‌دهد. کوهنوردی این دو قله را به عنوان شمالی‌ترین قله‌هایی که از ارتفاع ۷٬۰۰۰ متر (۲۳٬۰۰۰ فوت) فراتر می‌روند، طبقه‌بندی می‌کند.
گردنه توروگارت با ارتفاع ۳٬۷۵۲ متر (۱۲٬۳۱۰ فوت) مرز بین قرقیزستان و سین‌کیانگ را مشخص می‌کند. رشته‌کوه‌های آلاتاو در ارتفاعات پایین‌تر و جنگلی در شمال تیان‌شان قرار دارند و محل زندگی قبایل عشایری ترک‌زبان است.
رشته‌کوه تیان‌شان به وسیله تکله‌مکان و حوضه تاریم از فلات تبت جدا می‌شود. رودخانه‌های سیردریا، رود ایلی و رود تاریم از تیان‌شان سرچشمه می‌گیرند. دره آکسو یکی از ویژگی‌های برجسته در بخش شمال غربی این رشته‌کوه است.
پایایخبندان پیوسته معمولاً در تیان‌شان در ارتفاعات بالای ۳٬۵۰۰–۳٬۷۰۰ متری تشکیل می‌شود. پایایخبندان ناپیوسته می‌تواند در برخی نقاط خاص که تحت تأثیر شرایط توپوگرافی و اقلیمی ویژه هستند، در ارتفاعات پایین‌تر از ۲٬۰۰۰ متر نیز مشاهده شود، اما معمولاً در ارتفاعات ۲٬۷۰۰–۳٬۳۰۰ متری رخ می‌دهد.
یخچال‌های تیان‌شان به سرعت در حال کاهش هستند و سالانه ۲۷ درصد یا ۵٫۴ میلیارد تن یخ از دست می‌دهند که نزدیک به چهار برابر میانگین جهانی ۷ درصد است. پیش‌بینی می‌شود تا سال ۲۰۵۰، نیمی از یخ‌های باقی‌مانده ناپدید شوند.
کاوشگر روسی پیپتر سمیونوف یکی از اولین اروپاییانی بود که در دهه ۱۸۵۰ به مستندسازی گسترده تیان‌شان پرداخت.

## رشته‌کوه‌ها
رشته‌کوه تیان‌شان دارای تعدادی رشته‌های نام‌گذاری‌شده است که اغلب به‌طور جداگانه ذکر می‌شوند (همه فواصل تقریبی هستند).

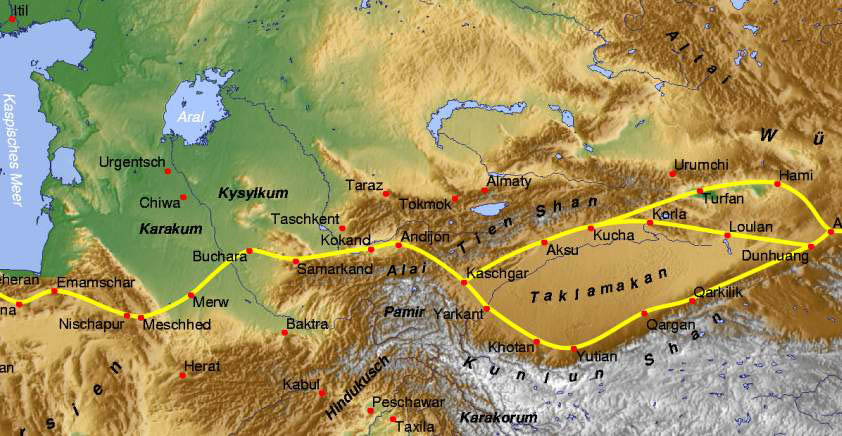
تیان‌شان با جاده ابریشم باستانی

در چین، تیان‌شان از حدود ۶۰۰ تا ۴۰۰ کیلومتر (۳۷۰ تا ۲۵۰ مایل) شرق اورومچی، شمال قومول (شهر در سطح ولایت) (هامی) با قارلق‌داغ و بارکول تاغ شروع می‌شود. سپس بوگدا شان (کوه‌های خدا) از ۳۵۰ تا ۴۰ کیلومتر (۲۱۷ تا ۲۵ مایل) شرق اورومچی امتداد می‌یابند. سپس منطقه‌ای با ارتفاع پایین بین اورومچی و چاله تورفان قرار دارد. کوه‌های بوروحورو از جنوب اورومچی آغاز می‌شوند و به سمت شمال غربی به طول ۴۵۰ کیلومتر (۲۸۰ مایل) امتداد یافته‌اند و جونغارستان را از حوضه ایلی جدا می‌کنند. انتهای شمالی آن به دزونگاریان آلاتاو به طول ۲۰۰ کیلومتر (۱۲۰ مایل) که در طول مرز چین و قزاقستان به سمت شمال شرقی کشیده شده، می‌رسد. این رشته‌کوه از ۵۰ کیلومتر (۳۱ مایل) شرق تالدی‌قورغان در قزاقستان شروع شده و در دروازه جونغاری به پایان می‌رسد. دزونگاریان آلاتاو در شمال، کوه‌های بوروحورو در وسط و کتمن ریج در جنوب شکل S یا Z معکوسی را ایجاد می‌کنند که شمال شرق جونغارستان و جنوب غرب حوضه ایلی را محصور می‌کند.

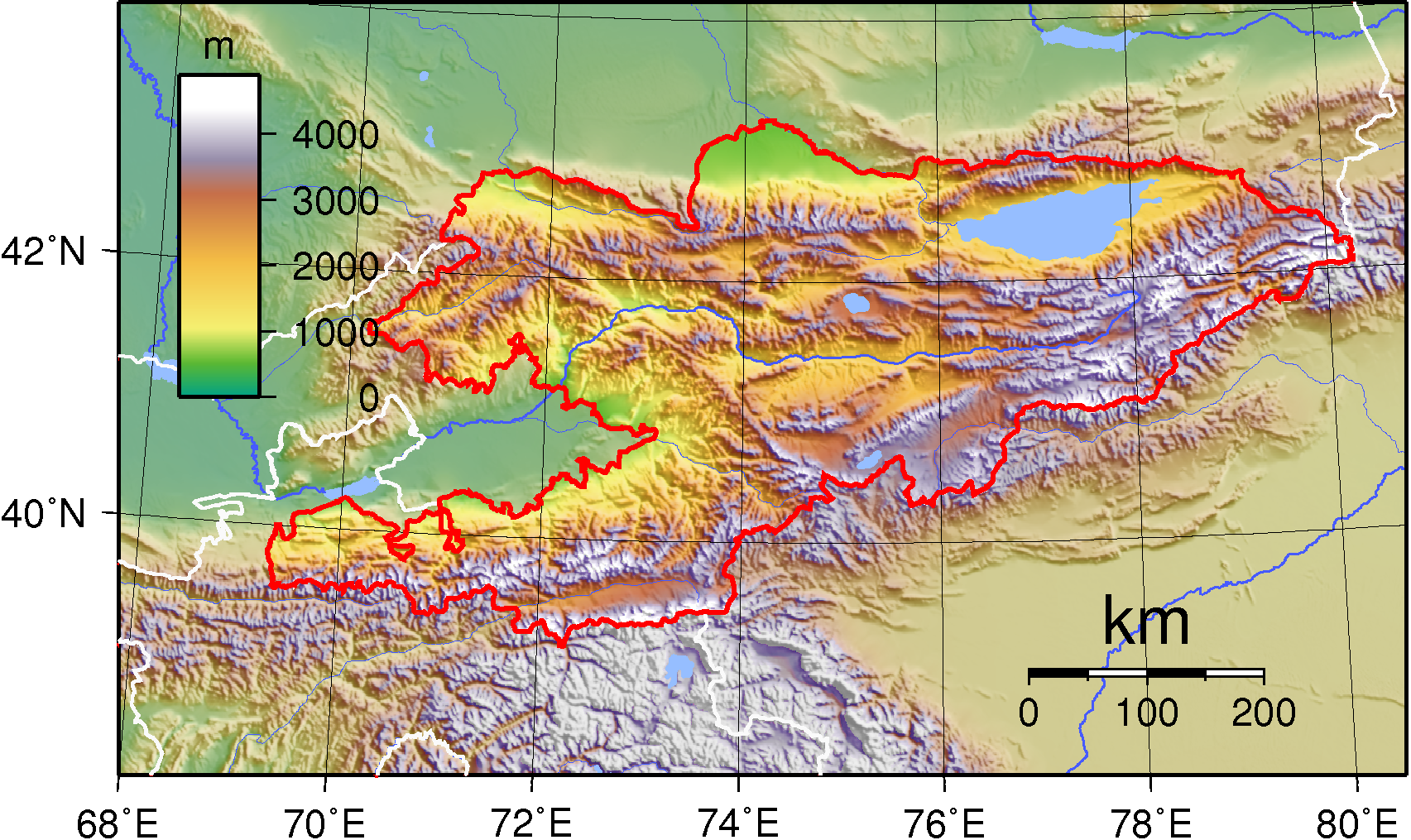
نقشه قرقیزستان (مرزها با رنگ قرمز مشخص شده‌اند). تیان‌شان بخش‌های بزرگی از جنوب قرقیزستان را تشکیل می‌دهد. فرورفتگی در غرب، دره فرغانه است

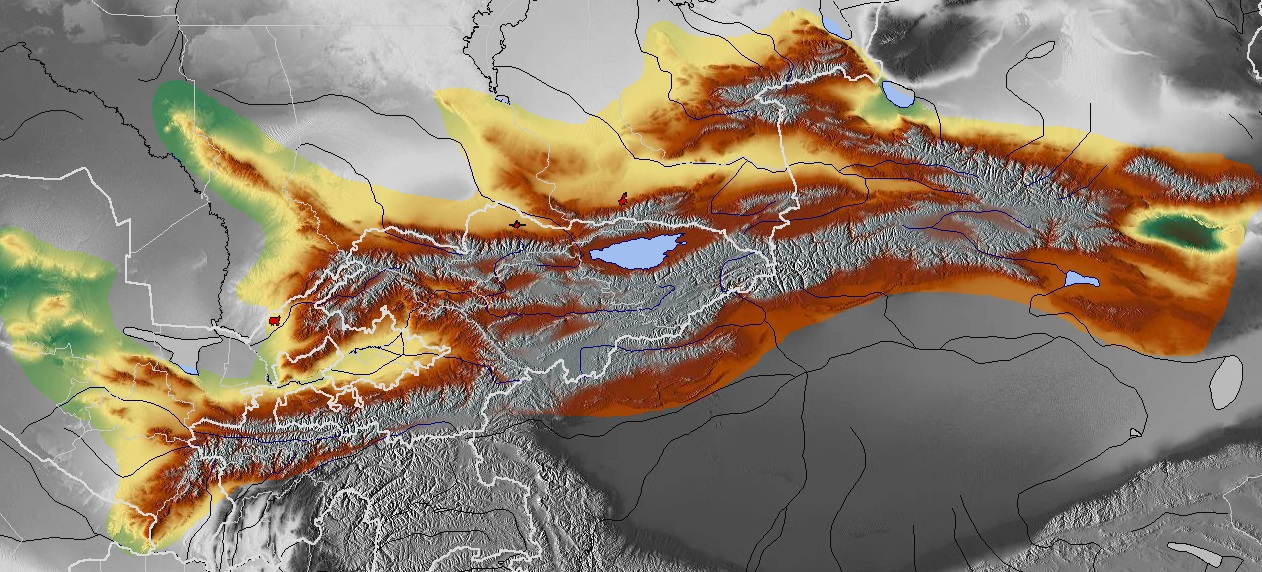
نقشه تیان‌شان

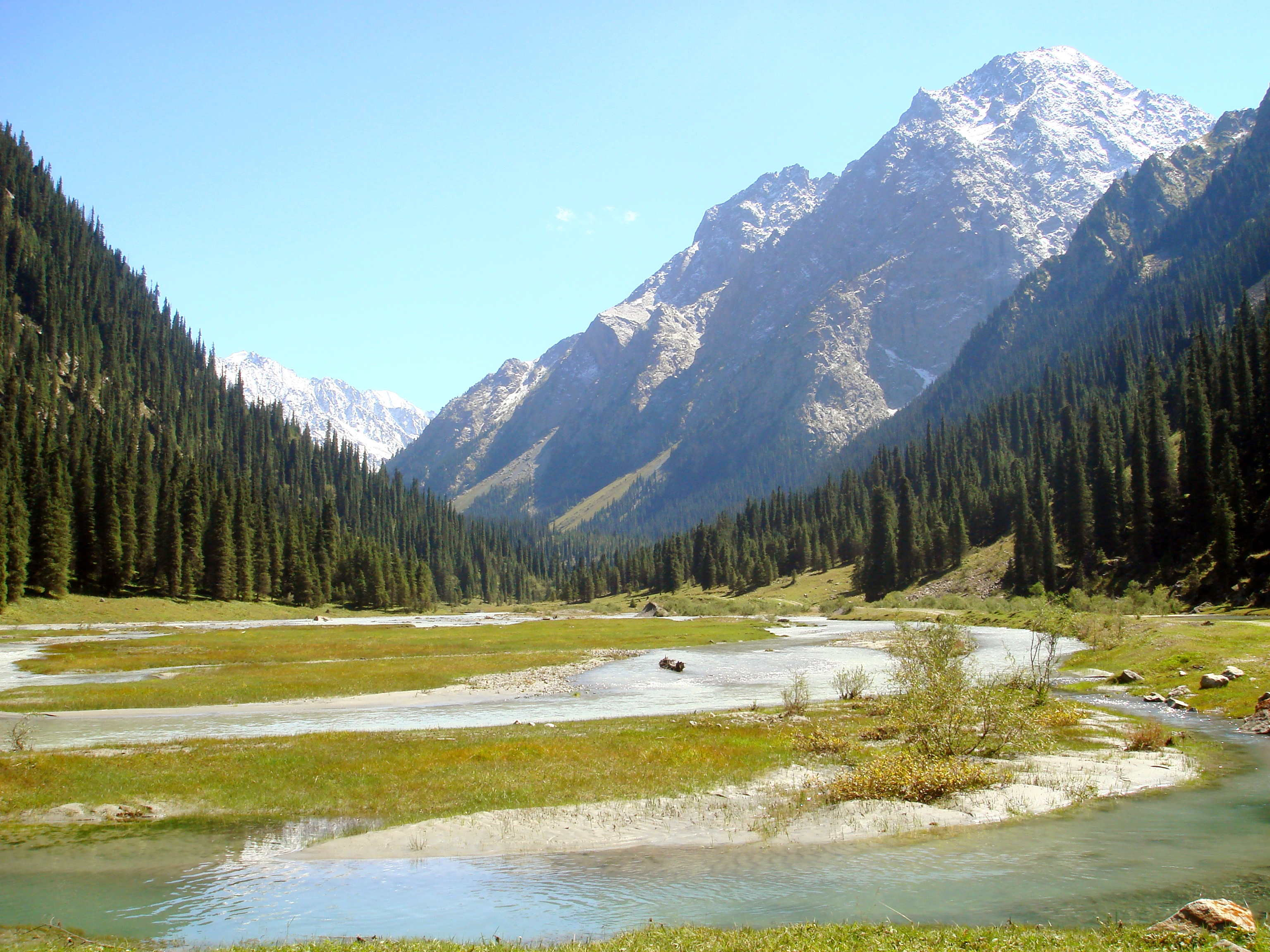
در دره کاراکول (استان ایسیق‌کول، قرقیزستان)

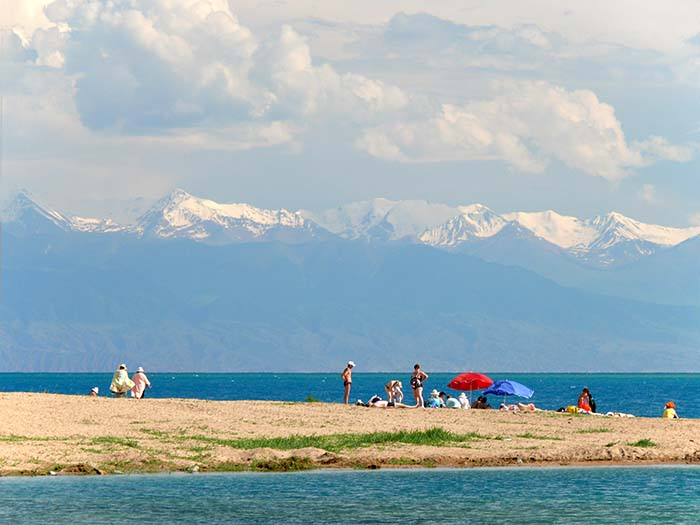
قله‌های پوشیده از برف تیان‌شان از ساحل دریاچه ایسیق‌کول

در قرقیزستان، رشته اصلی تیان‌شان به عنوان رشته نارات از پایه بوروهورو به سمت غرب تا ۵۷۰ کیلومتر (۳۵۰ مایل) به نقطه‌ای که مرز چین، قزاقستان و قرقیزستان به هم می‌رسند، امتداد می‌یابد. اینجا بلندترین بخش رشته‌کوه – تیان‌شان مرکزی – با جنگش چاقوسو (رشته‌کوه کاکشال) و خان تنگری قرار دارد. در غرب این منطقه، تیان‌شان به صورت یک «چشم» تقسیم می‌شود که دریاچه ایسیق‌کول در مرکز آن قرار دارد. سمت جنوبی دریاچه، ترسکی آلاتاو و سمت شمالی آن رشته‌کوه کونگوی آلاتو (آلاتو سایه‌دار و آفتابی) است. در شمال کونگوی آلاتو و به موازات آن، ایله آلاتاو در قزاقستان و جنوب آلماتی قرار دارد. در غرب چشم، رشته‌کوه ۴۰۰ کیلومتر (۲۵۰ مایل) به عنوان رشته‌کوه قرقیز آلا-تو امتداد دارد و استان چوی را از استان نارین جدا می‌کند و سپس از قزاقستان از دره بالایی رودخانه رود طراز جدا می‌شود که سمت جنوبی آن رشته‌کوه تالاس آلا-تو به طول ۲۰۰ کیلومتر (۱۲۰ مایل) قرار دارد (آلاتو در زبان قرقیزی به معنی آلاداغ است). در انتهای شرقی تالاس آلاتو، رشته‌کوه سوسامیر به سمت جنوب شرقی امتداد یافته و دره سوسامیر یا فلات را محصور می‌کند.
در مورد ناحیه جنوب دره فرغانه، یک گروه کوهستانی به طول ۸۰۰ کیلومتر (۵۰۰ مایل) وجود دارد که از جنوب دریاچه ایسیق‌کول به سمت غرب-جنوب‌غربی امتداد می‌یابد و حوضه تاریم را از دره فرغانه جدا می‌کند. رشته‌کوه فرغانه به سمت شمال شرقی به طرف تالاس آلاتو امتداد می‌یابد و حوضه بالایی نارین را از فرغانه اصلی جدا می‌کند. سمت جنوبی این کوه‌ها به پامیر در تاجیکستان (رشته‌کوه آلای و رشته‌کوه ماورا آلای) می‌پیوندد. در غرب آن رشته‌کوه ترکستان قرار دارد که تقریباً تا سمرقند ادامه دارد.

## عصر یخبندان
فلات تیان‌شان، که عرض آن ۱۰۰ تا ۱۲۰ کیلومتر است، در حاشیه شمالی حوضه تاریم بین زنجیره کوهستانی کوکشال‌داغ در جنوب و زنجیره کوهستانی «ترسکی آلاداغ» در شمال واقع شده است. رشته‌کوه کوکشال‌داغ به طول ۵۷۰ کیلومتر از پیک دانکوا در غرب تا پیک پوبدا در شرق شمال‌شرقی امتداد دارد. این رشته‌کوه همراه با «ترسکی آلاداغ» موازی و فلات تیان‌شان که بین آن‌ها قرار دارد، در دوران یخبندان توسط روان‌یخهای متصل و یک کلاهک یخی پوشیده شده بودند. تنها باقیمانده بین‌یخبندانی این یخبندان، یخچال اینیلچک جنوبی به طول ۶۱ کیلومتر است. زبان‌های یخچال صفحه‌ای از یخچال فلات به سمت شمال و تا دریاچه دریاچه ایسیق‌کول پیش رفتند و در این دریاچه به طول ۱۶۰ کیلومتر یخ‌کوه‌ها فرو ریختند.
به‌طور مشابه، یخبندان قوی در ناحیه مرتفع رشته‌کوه کونگوی آلاتو که به طول ۲۳۰ کیلومتر در شمال دریاچه ایسیق‌کول قرار دارد و تا نزدیکی دشت‌های کوهستانی نزدیک آلماآتا گسترش می‌یابد، وجود داشت. یخچال‌های یخبندانی کونگوی آلاتو نیز در دریاچه ایسیق‌کول یخ‌کوه‌ها فرو می‌ریختند و یخچال دره اک‌سای یخچال دشت کوهستانی را تشکیل می‌داد. دره چون-کِمین تا نقطه تلاقی با درهٔ چو یخچال داشت.
به‌طور کلی، یخبندان تیان‌شان در حدود ۱۱۸٬۰۰۰ کیلومتر مربع را اشغال کرده بود. خط برف‌چال یخچال‌ها در آخرین عصر یخبندان در حدود ۱۲۰۰ متر پایین‌تر از وضعیت کنونی بود. این شرایط باعث کاهش دمای میانگین سالانه به میزان ۷٫۲ تا ۸٫۴ درجه سانتی‌گراد نسبت به امروز می‌شد، در صورت حفظ نسبت بارندگی مشابه.

## بوم‌شناسی

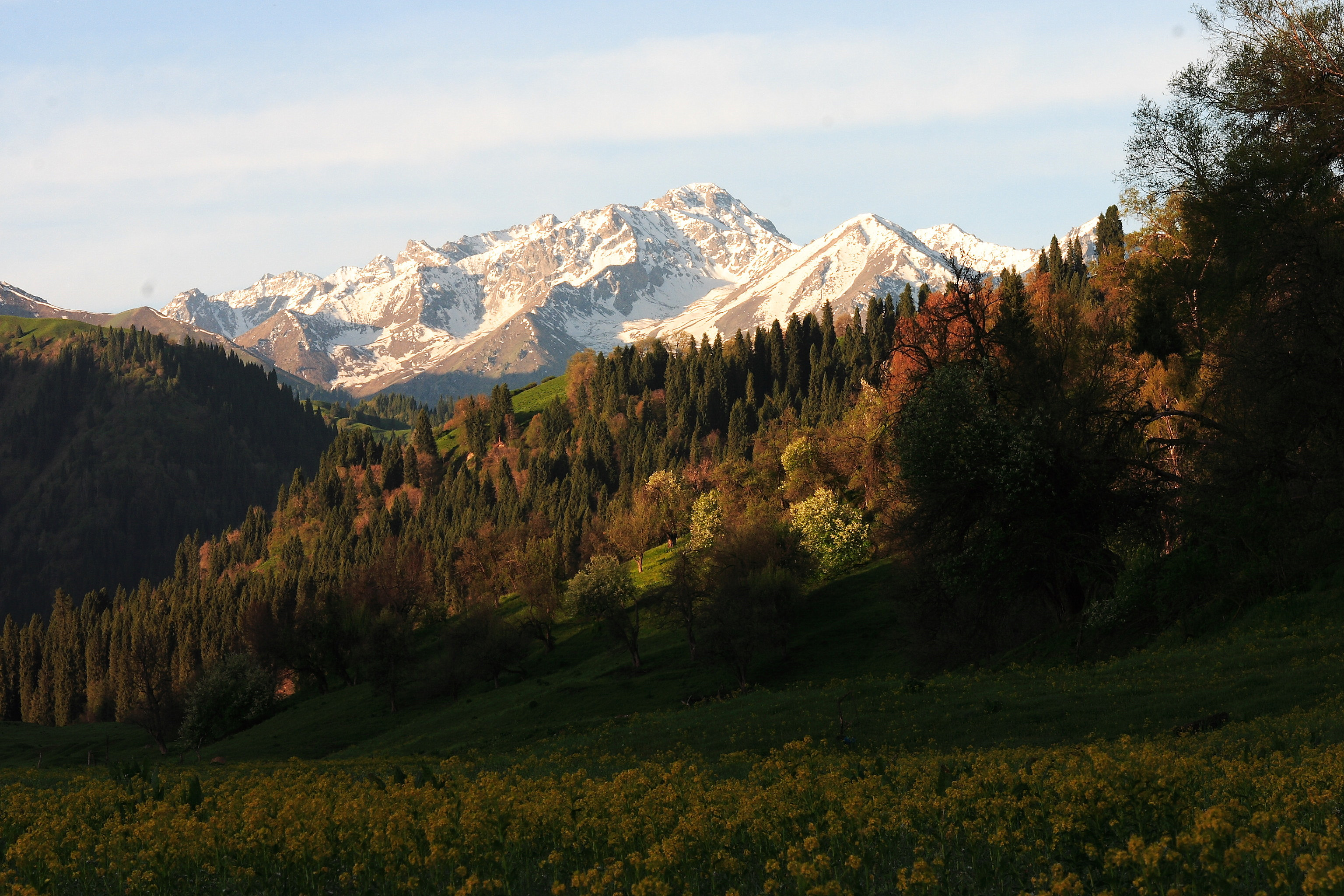
دره کولدننگ در ولایت خودمختار ایلی قزاق

تیان‌شان میزبان جنگل‌های مهم صنوبر شرنک (Picea schrenkiana) در ارتفاعات بالای ۲٬۰۰۰ متر (۶٬۶۰۰ فوت) است؛ دامنه‌های پایین‌تر دارای جنگل‌های طبیعی منحصربه‌فرد گردوی ایرانی و سیب وحشی هستند.
در گذشته‌های نزدیک زمین‌شناسی، تیان‌شان به دلیل تأثیر گرم محافظتی اقلیم اقیانوس هند و باد موسمی از یخبندان در امان بود. این شرایط ویژگی‌های اکولوژیکی آن را تعریف کرده که توانسته است اکوسیستم خاص آن را حفظ کند. این کوه‌ها تحت تغییرات مداوم زمین‌شناسی بودند و شبکه‌های زهکشی در حال تغییر باعث ایجاد الگوهای مختلفی در پوشش گیاهی و آشکار کردن خاک‌های حاصلخیز برای رشد نهال‌های جدید شدند.
لاله از کوه‌های تیان‌شان منشأ گرفته است. این گیاه از طریق جاده ابریشم به ایران و سپس ترکیه رسید و به نماد امپراتوری عثمانی تبدیل شد.
اجداد گیاهان زراعی مهم در این منطقه پرورش یافته و به رشد رسیدند، از جمله: زردآلو، گلابی، انار، انجیر، گیلاس خودرو و توت. منطقه تیان‌شان همچنین میزبان حیوانات مهمی مانند خرس‌ها، گوزن‌ها و گرازهای وحشی بود که به پراکندگی بذرها و تنوع بوم‌شناختی کمک می‌کردند.
در میان گیاهانی که تیان‌شان را تصرف کردند، اجداد آنچه که به عنوان «سیب شیرین» می‌شناسیم نیز احتمالاً توسط پرندگان از شرق به این منطقه آورده شدند. این میوه احتمالاً شبیه به سیب‌های کوچک، با ساقه‌های بلند و مزه تلخ مانند Malus baccata، سیب خرچنگ سیبری بود. دانه‌ها ممکن است در چینه‌دان پرنده یا به صورت چسبیده به پاها یا پرها حمل شده باشند.
گونه‌ای از Y. pestis که عامل طاعون خیارکی شناخته می‌شود و اکنون به عنوان مرگ سیاه مشهور است، ممکن است از تیان‌شان منشأ گرفته باشد و از طریق جاده ابریشم گسترش یافته و نیمی از جمعیت اروپا را در اواسط قرن ۱۴ به کام مرگ کشاند.

## دین

### تنگری‌باوری
در تنگری‌باوری، خان تنگری فرمانروای همه ارواح و بالاترین خدای این دین است و نام دومین قله بلند تیان‌شان نیز به آن اختصاص داده شده است.

## نام
یکی از نخستین اشاره‌های تاریخی به این کوه‌ها ممکن است با واژه چیلیان (چینی سنتی: 祁連; چینی ساده‌شده: 祁连; پین‌یین: Qílián) مربوط به شیونگ‌نو باشد که به گفته مفسر دودمان تانگ، یان شیگو، به معنای «آسمان» یا «بهشت» در زبان شیونگ‌نو است. سیما چیان در کتاب شیجی از چیلیان (Qilian) در ارتباط با سرزمین اجدادی یوئه‌چی یاد کرده و باور بر این است که این اصطلاح به تیان‌شان اشاره دارد نه به رشته‌کوه ۱٬۵۰۰ کیلومتر (۹۳۰ مایل) دورتر که اکنون به نام رشته‌کوه چیلیان شناخته می‌شود. نام رشته‌کوه تانو-اولا در تووا نیز معنای مشابهی دارد. نام چینی تیان‌شان به احتمال زیاد ترجمه مستقیمی از نام سنتی قرقیزی این کوه‌ها، یعنی Teñir Too است.

## اقلیم
تیان‌شان دارای اقلیم آلپی (سامانه طبقه‌بندی اقلیمی کوپن ETH) است.